# Александр (линейный корабль)
«Александр», «Святой Александр» или «Александр Невский» — 66-пушечный парусный линейный корабль Черноморского флота Российской империи, один из пяти кораблей типа «Слава Екатерины». Корабль разбился в районе мыса Тарханкут в Чёрном море во время совершения своего первого плавания.

## Описание корабля
Парусный линейный корабль, один из пяти кораблей типа «Слава Екатерины», строившихся в 1780—1787 годах на Херсонской верфи. Корабли данного типа имели такие же основные габаритные размеры, как и корабли, строившиеся в Архангельске: их длина составляла 48,8 метра, ширина — 13,5 метра, а глубина интрюма — 5,8 метра. Вооружались эти корабли 30-, 12-, 8- или 6-фунтовыми пушками (всего от 66 до 72 орудий) и четырьмя «единорогами»). В мирное время экипаж составлял 476 человек, в случае войны мог увеличиваться до 688 человек.

## История службы
Линейный корабль «Александр» был заложен на стапеле Херсонской верфи 28 июня (9 июля) 1781 года и после спуска на воду 11 (22) апреля 1786 года вошёл в состав Черномормкого флота России. Строительство корабля по проекту разработанному А. С. Катасановым вёл корабельный мастер С. И. Афанасьев.
23 сентября (4 октября) 1786 года свежепостроенный корабль вышел из Херсона в Севастополь. На следующий день в темноте и в пасмурную погоду 24 сентября (5 октября) в районе мыса Тарханкут из-за ошибки в счислении корабль попал на мель, и его волнами стало бить о камни. В течение нескольких часов экипаж корабля предпринимал усилия для его спасения: за борт были выброшены орудия и чугунный инвентарь, срублены мачты. Однако эти усилия не позволили спасти корабль и его экипаж в полном составе на шлюпках переправился на берег. Корабль после этого волнами был выброшен на камни и разбился.
Командир корабля и его вахтенный лейтенант были приговорены судом «к лишению чинов и ссылке навечно в галерную работу», однако по ходатайству начальника черноморского правления адмирала Н. С. Мордвинова в 1787 году все же были оправданы. Адмирал таким образом писал князю Г. А. Потемкину об этом происшествии: 

Разстояние в 28 верст по R. SO 62°, 30’ до берега, означенного на картѣ приглубымъ, без мелей и рифовъ, достаточно къ увѣренiю въ безопасности, обоюливо когда немного оставалось до свѣту. В Балтiйском море плаваютъ, лавируясь ближе къ берегу, въ темные ночи. Еслибъ командиръ держался далѣе 28 верстъ отъ берега, то по разсвѣтѣ не увиделъ бы береговъ, и потому не могъ бы повѣрить своего счисленiя. Касательно того, что не поворотилъ при извѣстiи объ опасности, а легъ в дрейфъ, надобно замѣтить что была ночь, и опасность, какъ она простирается, не была видима, и не видно было какъ надежной курс взять. Изъ обстоятельствъ дѣла видно, что еслиб стали поворачивать по ветру, то опасности не избѣжали бы, и только сильнѣе бы ударились. Наконец «карта, по которой счисленiе имѣлось, не сделана по астрономическимъ обсервацiям, а только по одним плаванiям и размѣрам, и пункты не связаны положенiемъ широтъ и долготъ; а потому, расность счисленiя могла произойти частiю и отъ невѣрности карты»
В течение всего времени службы командиром корабля служил капитан 2-го ранга Д. А. Доможиров.
В августе 2005 года место крушения корабля было найдено спортсменами-подводниками из Тульской области на глубине 5–6 метров. Начиная с 2006 года началось изучение места кораблекрушения корабля изучалось совместной подводно-археологической экспедицией археологов Киевского национального университета им. Тараса Шевченко и аквалангистов тульских общественных организаций. В результате проведённых исследований был составлен план участка гибели корабля, обнаружены балластные чугунные бруски, чугунные ядра и бомбы, картечные заряды, книппели, пули, фрагменты свинцовых листов и элементов оснастки корабля, кремневый пистолет, средняя часть ружья с остатками приклада, рукоятки и элементы гард трех абордажных сабель и множество иных артефактов, одной из наиболее интересных находок была икона-складень с изображением Святителя Николая.
Объект внесен в Государственный реестр недвижимых памятников с охранным номером — 4862–АР.